# 이스라엘 아데산야
이스라엘 아데산야(Israel Adesanya, 1989년 7월 22일~)는 나이지리아 출신 뉴질랜드 국적의 종합격투기 선수다. 무에타이와 킥복싱 기반의 정교한 스트라이킹 기술로 UFC 미들급을 장악하며 세계적인 명성을 얻었다. ‘The Last Stylebender’라는 별명은 애니메이션 캐릭터에서 착안되었다.

## 선수 경력

### 킥복싱 및 초기 MMA
킥복싱 선수로 활동하며 국제 무대에서 다수의 경기 경험을 쌓았으며, 2012년부터 프로 MMA로 전향했다. 뉴질랜드 City Kickboxing에서 훈련하며 급성장했다.

### UFC 데뷔 및 챔피언 등극
2018년 UFC에 데뷔해 로브 윌킨슨에게 TKO 승리를 거두었다. 이후 브래드 타바레스, 데릭 브런슨 등 강자들을 차례로 격파하며 2019년 UFC 243에서 로버트 휘태커를 KO시키고 미들급 통합 챔피언이 되었다.

### 챔피언 방어 및 2체급 도전
요엘 로메로, 파울로 코스타, 마빈 베토리 등을 상대로 방어에 성공했다. 2021년 얀 블라코비치와 라이트헤비급 경기에서 판정패하며 2체급 타이틀 도전에 실패했다.

### 페레이라와의 명승부
2022년 UFC 281에서 알렉스 페레이라에게 KO패하며 타이틀을 내주었으나, 2023년 UFC 287 재대결에서 KO승을 거두며 타이틀을 탈환했다.

### 드리커스 두 플레시스 및 나수르딘 이마보프전
2024년 UFC 305에서 드리커스 두 플레시스에게 리어네이키드 초크로 패하며 챔피언직을 상실했고, 2025년 UFC Fight Night: Adesanya vs. Imavov에서 나수르딘 이마보프에게 2라운드 KO패하며 3연패를 기록했다.

## 파이팅 스타일
무에타이와 킥복싱 기반의 정밀한 스트라이킹과 반사 신경, 거리 조절 능력이 뛰어나다. 다양한 각도에서의 킥과 잽-카운터 전략을 주로 사용하며, 캐릭터 이미지와 함께 입장 쇼도 화려하다.

## 종합격투기(UFC) 전적
| 결과 | 전적 | 상대               | 방식                          | 대회                                | 날짜       | 라운드/시간 | 장소                   |
| ---- | ---- | ------------------ | ----------------------------- | ----------------------------------- | ---------- | ----------- | ---------------------- |
| 패   | 24–5 | Nassourdine Imavov | TKO (펀치)                    | UFC Fight Night: Adesanya vs Imavov | 2025‑02‑01 | 2R, 0:30    | 리야드, 사우디아라비아 |
| 패   | 24–4 | Dricus Du Plessis  | 서브미션 (리어 네이키드 초크) | UFC 305                             | 2024‑08‑17 | 4R, 3:38    | 퍼스, 호주             |
| 패   | 24–3 | Sean Strickland    | 판정 (전원일치)               | UFC 293                             | 2023‑09‑09 | 5R, 5:00    | 시드니, 호주           |
| 승   | 24–2 | Alex Pereira       | KO (펀치)                     | UFC 287                             | 2023‑04‑08 | 2R, 4:21    | 마이애미, 미국         |
| 패   | 23–2 | Alex Pereira       | KO (펀치)                     | UFC 281                             | 2022‑11‑12 | 5R, 2:01    | 뉴욕, 미국             |
| 승   | 23–1 | Jared Cannonier    | 판정 (전원일치)               | UFC 276                             | 2022‑07‑02 | 5R, 5:00    | 라스베이거스, 미국     |
| 승   | 22–1 | Robert Whittaker   | 판정 (전원일치)               | UFC 271                             | 2022‑02‑12 | 5R, 5:00    | 휴스턴, 미국           |
| 승   | 21–1 | Marvin Vettori     | 판정 (전원일치)               | UFC 263                             | 2021‑06‑12 | 5R, 5:00    | 글렌데일, 미국         |
| 패   | 20–1 | Jan Błachowicz     | 판정 (전원일치)               | UFC 259                             | 2021‑03‑06 | 5R, 5:00    | 라스베이거스, 미국     |
| 승   | 20–0 | Paulo Costa        | TKO (펀치 & 엘보)             | UFC 253                             | 2020‑09‑27 | 2R, 3:59    | 아부다비, UAE          |
| 승   | 19–0 | Yoel Romero        | 판정 (전원일치)               | UFC 248                             | 2020‑03‑07 | 5R, 5:00    | 라스베이거스, 미국     |
| 승   | 18–0 | Robert Whittaker   | KO (펀치)                     | UFC 243                             | 2019‑10‑06 | 2R, 3:33    | 멜버른, 호주           |
| 승   | 17–0 | Kelvin Gastelum    | 판정 (전원일치)               | UFC 236                             | 2019‑04‑13 | 5R, 5:00    | 애틀랜타, 미국         |
| 승   | 16–0 | Anderson Silva     | 판정 (전원일치)               | UFC 234                             | 2019‑02‑10 | 3R, 5:00    | 멜버른, 호주           |
| 승   | 15–0 | Derek Brunson      | TKO (니 & 펀치)               | UFC 230                             | 2018‑11‑03 | 1R, 4:51    | 뉴욕, 미국             |
| 승   | 14–0 | Brad Tavares       | 판정 (전원일치)               | The Ultimate Fighter Finale         | 2018‑07‑06 | 5R, 5:00    | 라스베이거스, 미국     |
| 승   | 13–0 | Marvin Vettori     | 판정 (2‑1)                    | UFC on FOX: Poirier vs Gaethje      | 2018‑04‑14 | 3R, 5:00    | 글렌데일, 미국         |
| 승   | 12–0 | Rob Wilkinson      | TKO (니 & 펀치)               | UFC 221                             | 2018‑02‑11 | 2R, 3:37    | 퍼스, 호주             |

## 관련 문서
- UFC
- 미들급 (MMA)
- 나수르딘 이마보프
- 드리커스 두 플레시스
- 알렉스 페레이라